# Janda Baik
Janda Baik ( malayo de Bentong : Jando Baék ) es un pueblo en el distrito de Bentong, Pahang, Malasia. Se encuentra a unos 45 km de Kuala Lumpur y está a 800 metros sobre el nivel del mar. Se estimó que tenía una población de alrededor de 2.820 habitantes en 2019.
Janda Baik fue colonizada por primera vez por tres aldeanos de Bentong en 1930 que se mudaron cuando la ciudad se inundó en 1926. Más aldeanos se establecieron allí después, y el pueblo fue visitado con frecuencia por el sultán de Pahang .
Aunque anteriormente solo se enfocaba en la industria agrícola, Janda Baik también se enfoca en las industrias de la electrónica y el turismo en la actualidad. Sin embargo, el desarrollo de la agricultura y el turismo en Janda Baik ha generado amenazas de deforestación que afectarán el ecosistema, erosionarán los valores culturales y tradicionales e interrumpirán la vida cotidiana de los aldeanos, lo que ha provocado protestas de los aldeanos.

## Historia

### Fundación y etimología

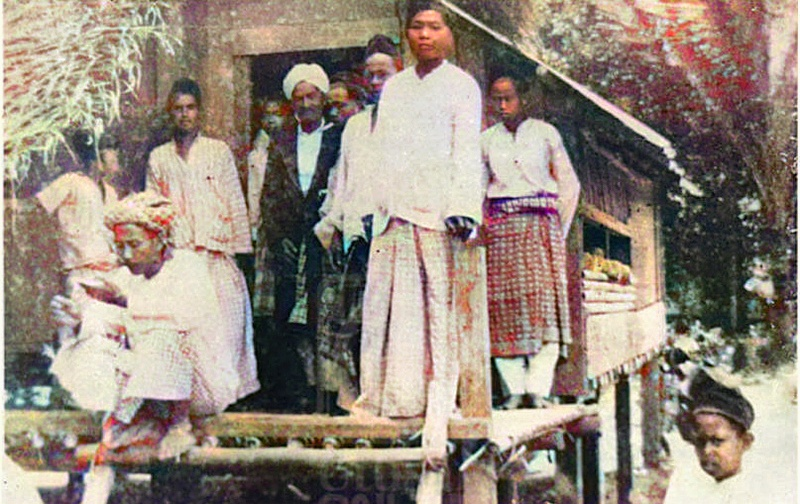
Aldeanos frente a la primera mezquita de Janda Baik, en 1933. Haji Yasir (de negro) fue uno de los tres pobladores originales del pueblo.

Antes de que se fundara Janda Baik en 1930, la zona estaba habitada principalmente por tribus orang asli . El pueblo se fundó cuando algunos residentes se mudaron de Bentong a un área con una elevación más alta debido a las inundaciones de 1926 que afectaron a Bentong y otras áreas de baja elevación. Los primeros fundadores de este pueblo son Haji Deris, Haji Kadir y Haji Yasir, quienes construyeron una cabaña y se quedaron en el área durante casi una semana antes de que otros comenzaran a poblar el área. El pueblo recibió originalmente el nombre de Kampung Tiga Haji para referirse a los tres primeros pobladores. 
El aumento de la población en Janda Baik llamó la atención de Abu Bakar de Pahang, el sultán de Pahang, quien visitó el pueblo por primera vez en 1932. Al sultán no le gustó el nombre de la aldea y pidió que se cambiara. 
Una discusión entre el jefe de los orang asli, Tok Batin Wok, y su esposa Siah hizo que ambos se separaran durante un mes antes de reconciliarse. Cuatro semanas después de su reconciliación, el oficial del distrito de Bentong, Henry Peacock, sugirió que el nombre debería cambiarse a Janda Baik, ya que janda en malayo significa "divorciada" (o "viuda") y baik se refiere a la relación entre el jefe de Orang Asli, Tok Batin Wok. y su esposa Siah, que mejoró desde que se reencontraron. El pueblo pasó a llamarse oficialmente Janda Baik el 19 de septiembre de 1936. 
Otra razón por la que se eligió a Janda Baik como el nombre de la aldea es que una viuda había ayudado a tratar al ejército herido de Pahang que regresaba a su base en Pahang cuando lucharon en la guerra civil en Selangor . Ofreció medicamentos para tratar a los heridos. Debido a esto, a la aldea se le dio el nombre de Janda Baik en honor a su bondad, donde janda y baik significan respectivamente "viuda" (o "divorciada") y "buena" en malayo . 
En el pueblo había una isla llamada Pulau Santap que estaba situada en medio del gran arroyo que la atravesaba. Fue utilizado por el sultán de Pahang como lugar de descanso; la palabra santap se refiere a comer en lengua malaya . La isla se erosionó debido al desarrollo en el área. 

### Post-independencia

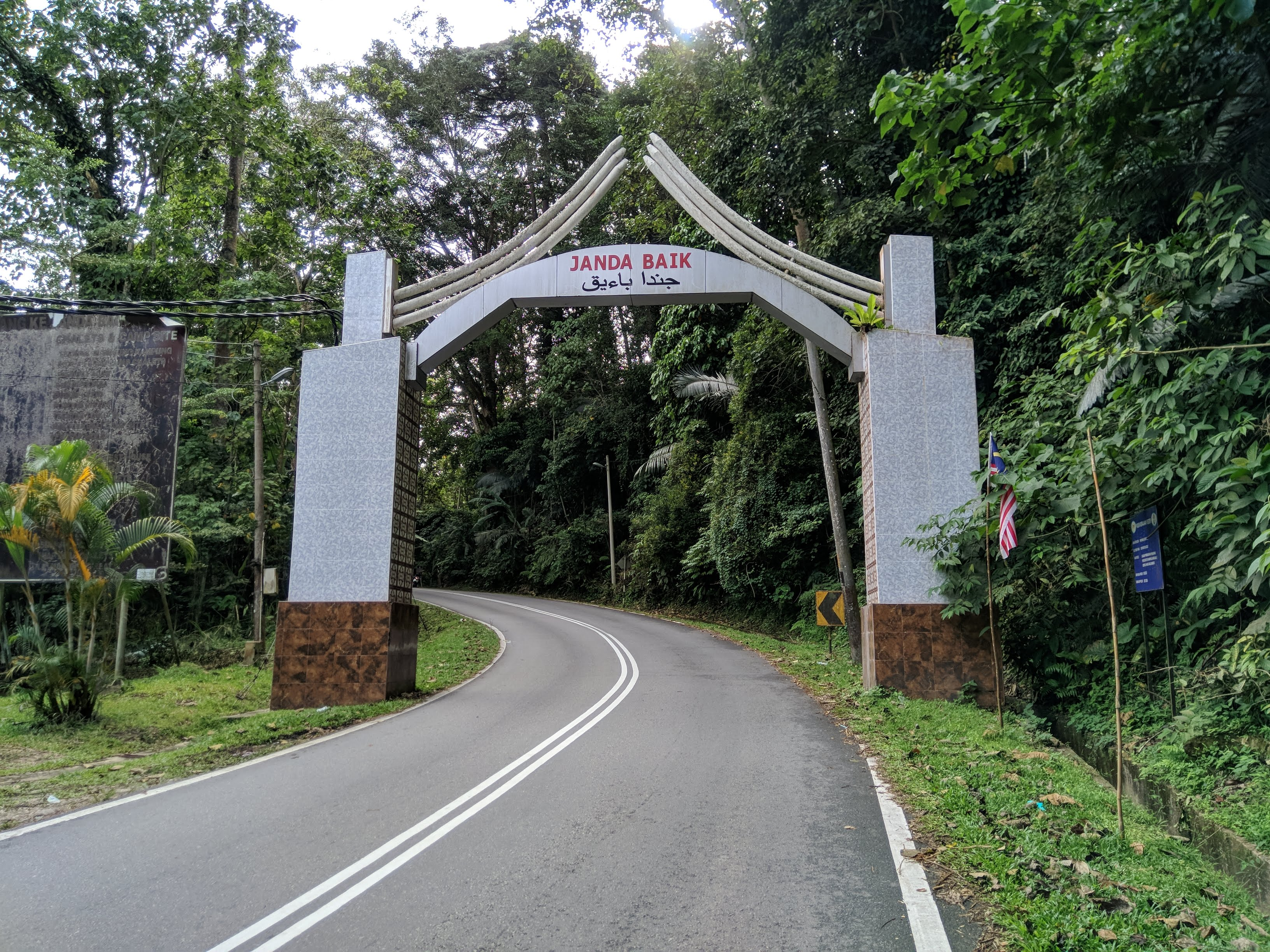
Arco que marca la entrada del pueblo

Janda Baik comenzó a hacerse popular después de que el difunto Tan Sri Muhammad Ghazali Shafie, exministro de Relaciones Exteriores de Malasia, sobrevivió al accidente aéreo Cessna 206 el 11 de enero de 1982, en Janda Baik cuando se dirigía a Kuala Lipis para asistir a una reunión de Comité de la división UMNO. El gobierno de Malasia temía que un Ministro del Gobierno Federal pudiera haber sido capturado por guerrillas comunistas debido a su participación en luchas contra el Ejército Rojo Japonés desde 1973 hasta 1981.  Sobrevivió con heridas leves mientras que el copiloto (Vergis Chacko) y su guardaespaldas (Charon Daan) murieron en el accidente. 
A medida que Kuala Lumpur se volvió más poblada y congestionada, se hizo una propuesta para construir un nuevo centro administrativo conocido como Putrajaya, donde se reubicarían los edificios administrativos y las oficinas. En 1990, el gobierno enumeró seis lugares posibles para construir Putrajaya, uno de los cuales estaba en Janda Baik. Decidieron construirlo en Perang Besar, Selangor.
En agosto de 2019, los aldeanos protestaron por un mayor desarrollo del ecoturismo en esta área que las autoridades implementaron silenciosamente sin el consentimiento de los residentes. Afirmaron que el desarrollo del ecoturismo erosionaría los valores culturales y tradicionales y perturbaría la vida cotidiana de los aldeanos. Los vecinos exigieron que las autoridades se centren en mejorar las condiciones de las carreteras y limpiar el río. 
En septiembre de 2021, la celebridad de Malasia Vie Shantie Khan anunció que Janda Baik pertenece al distrito de Gombak.

## Geografía

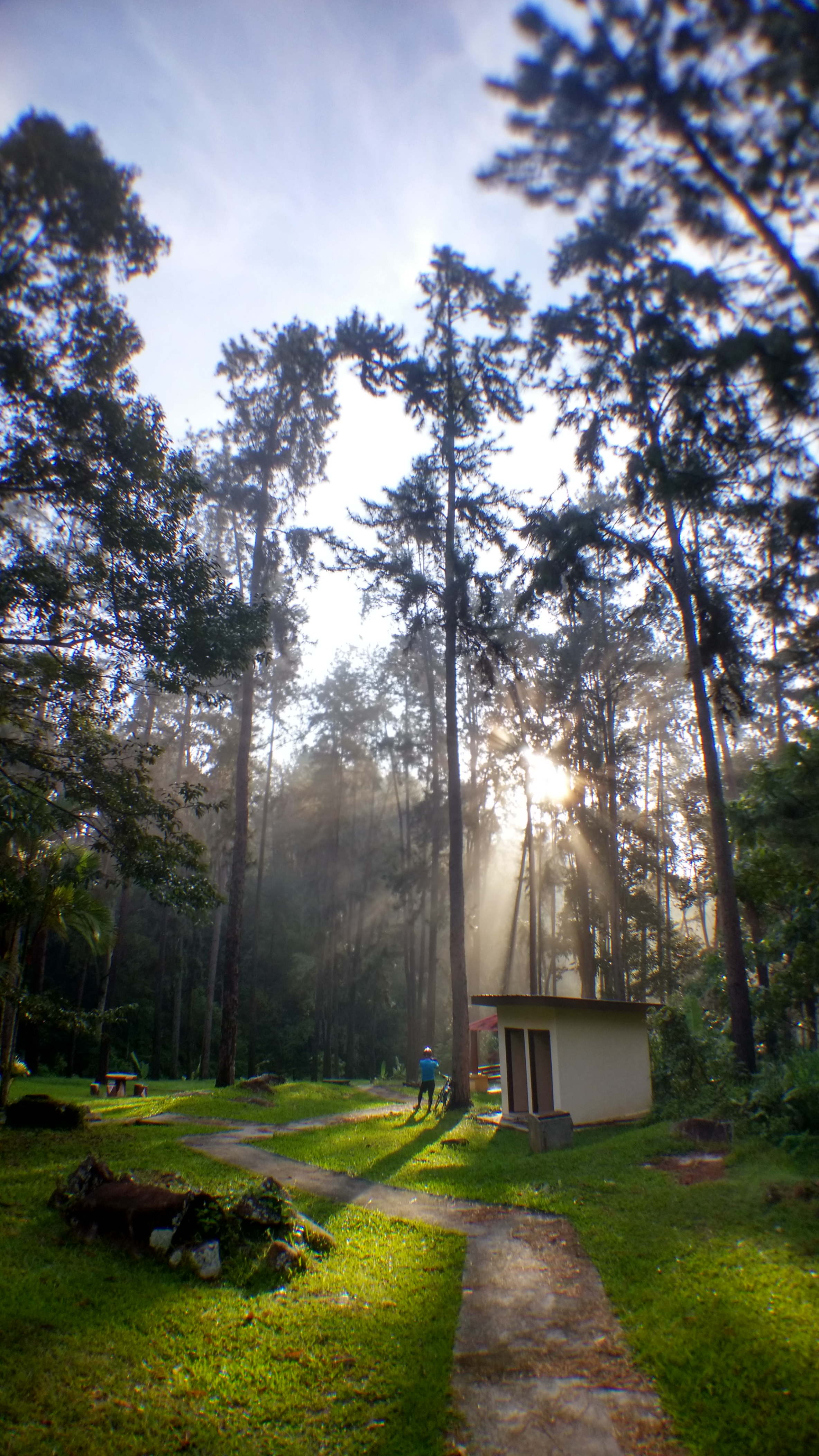
Bosque de coníferas en Janda Baik

Janda Baik se encuentra en la cordillera Titiwangsa de Malasia peninsular. El área es un terreno montañoso donde la altitud oscila entre los 600 m (2.000 pies) y 800 m (2600 pies) sobre el nivel del mar.  El pueblo está rodeado de bosques de coníferas . Sin embargo, existen amenazas de deforestación debido al aumento de la actividad agrícola en esta área y el proyecto de cableado de la torre de transmisión TNB propuesto, que se canceló en 2015 después de las protestas de los residentes por la preocupación por la erosión del río. En diciembre de 2017, se lanzó un programa de reforestación y conservación de bosques en Janda Baik como parte del compromiso de Sultan Ahmad Shah Environment Trust (SASET) de plantar 100 000 árboles en el estado de Pahang en 2018. Este programa tiene como objetivo reforestar áreas previamente despejadas por la tala y el desarrollo. En Janda Baik funciona un centro de investigación de la biodiversidad, el centro de investigación y reproducción de la fauna silvestre de Janda Baik, y se han estudiado varias especies de vida silvestre, incluido el siamang, cuyo hábitat preferido es la montaña. Además, otras especies descubiertas en Janda Baik incluyen el pato silbador indio, que tiene patas más largas y una postura erguida más similar a la del ganso que a otras especies de patos. 

## Deportes y Recreación
En los últimos años, Janda Baik se ha convertido en un lugar popular para ciclistas y corredores de montaña. La ciudad se ha vuelto popular entre los ciclistas que la perciben como un lugar ideal para andar en bicicleta debido a que el terreno montañoso de su ruta se percibía como desafiante, además de vistas panorámicas, poco tráfico, clima frío y un paraíso gastronómico. El pueblo también es popular para correr senderos debido a sus laderas montañosas, y también tiene una piscina, paintball y conducción de vehículos todo terreno .